# Otín (Jindřichův Hradec)
Otín (německy Ottenschlag) je velká vesnice, část města Jindřichův Hradec v okrese Jindřichův Hradec v Jihočeském kraji. Nachází se asi 3,5 kilometru jihovýchodně od Jindřichova Hradce. Otín leží v katastrálním území Otín u Jindřichova Hradce o rozloze 8,68 km².

## Historie
První písemná zmínka o vesnici pochází z roku 1654.

## Obyvatelstvo
| Rok            | 1869 | 1880 | 1890 | 1900 | 1910 | 1921 | 1930 | 1950 | 1961 | 1970 | 1980 | 1991 | 2001  | 2011  | 2021  |
| -------------- | ---- | ---- | ---- | ---- | ---- | ---- | ---- | ---- | ---- | ---- | ---- | ---- | ----- | ----- | ----- |
| Počet obyvatel | 530  | 512  | 468  | 538  | 585  | 449  | 489  | 319  | 600  | 882  | 829  | 693  | 1 191 | 1 239 | 1 340 |
| Počet domů     | 91   | 92   | 93   | 78   | 77   | 78   | 74   | 67   | 69   | 88   | 75   | 97   | 145   | 219   | 289   |

## Obecní správa
Při sčítání lidu v letech 1869–1971 Otín byl samostatnou obcí v okrese Jindřichův Hradec. Od 26. listopadu 1971 je částí města Jindřichův Hradec ve stejnojmenném okrese, kdy se konaly městské volby.